# Titania (Schiff, 1833)
Die Titania war ein als kleine Korvette gebautes Segelschulschiff der k.u.k. Marine.

## Geschichte
Das Schiff trug ursprünglich den Namen Cesarea und wurde 1829 bis 1833 im Arsenal von Venedig gebaut. Die Kiellegung war im November 1829 und das Schiff lief am 13. Juni 1833 vom Stapel. Es stand unter Leitung von Leutnant Gaetano Bognolo.
Das Schiff hatte die Größe zwischen einem Schoner und einer Brigg. Es wurde noch während der Bauzeit beschlossen, diese wegen der geplanten Schulungsaufgaben als kleine Korvette (Corvettina) mit drei Masten auszurüsten. 1845 war es Flaggschiff von Venedig, diente als Wachschiff und für den Hafenadmiral zur Repräsentation. 1848/1849 diente das Schiff als schwimmende Batterie in Triest, zwischen den Molen vertäut, weil es nicht mehr seetüchtig war. Am 18. November 1849 wurde das Schiff in Titania umgetauft und ab 1850 zur Ausbildung von Kadetten der k.u.k. Marine ausgerüstet bzw. umgebaut und verwendet. Es stand 1850/1851 als Lehrschulschiff unter dem Kommando von Ferdinand Julius Wedel-Jarlsberg. Ab Juli 1850 war Wilhelm von Tegetthoff auf der Titania stationiert. 1855 wurde das Schiff von Josef Natti, einem Zögling der Marineakademie, gezeichnet.  1859 wurde das Schiff abgerüstet und zur Sperre der Einfahrt von Malamocco versenkt.